# Улица Ленина (Астрахань)
Улица Ле́нина — одна из основных улиц старой Астрахани в историческом районе Белый город. Начинается от одноимённой площади у южной стены Астраханского кремля, идёт параллельно главной Советской улице, пересекает улицы Кирова, Володарского, Коммунистическую, Шелгунова и Дарвина, заканчиваясь у улицы Михаила Аладьина.
Улица интересна зданием бывшей шоколадной фабрики «Шарлау», принадлежавшей братьям Шарлау и построенного по заказу Карла Шарлау с обилием лепных украшений, и зданием хлебозавода, расположенного в бывшей церкви  во имя иконы Знамения Пресвятой Богородицы 1903 года постройки. Храм с 1924 по 1930 годы принадлежал обновленцам.

## История
До 1837 года называлась Канонерской, затем Белгородской. В 1920 году получила имя Полухина, затем переименовывалась в 1938 году в Авиационную, а в 1940 в улицу Ворошилова. С 14 по 26 октября 1957 года улица называлась Кремлёвской. Нынешнее название получила 26 октября 1957 года.
В улицу в районе дома ул. Ленина, 19, входит часть бышей Облупинской площади, позднее — площади 9 января 1905 года, ныне не существующей. В центре Облупинской площади располагался летний цирк-шапито. Улица заканчивалась у стены белого города между Житной до Архиерейской башнями, где раньше располагался Житный городок. После упразднения белого города территория начала застраиваться, на незастроенном участке с 30 декабря 1920 года располагался Буровский сад в котором находился городской стадион. 26 октября 1957 территория была переименована в площадь Ленина.

## Фотогалерея

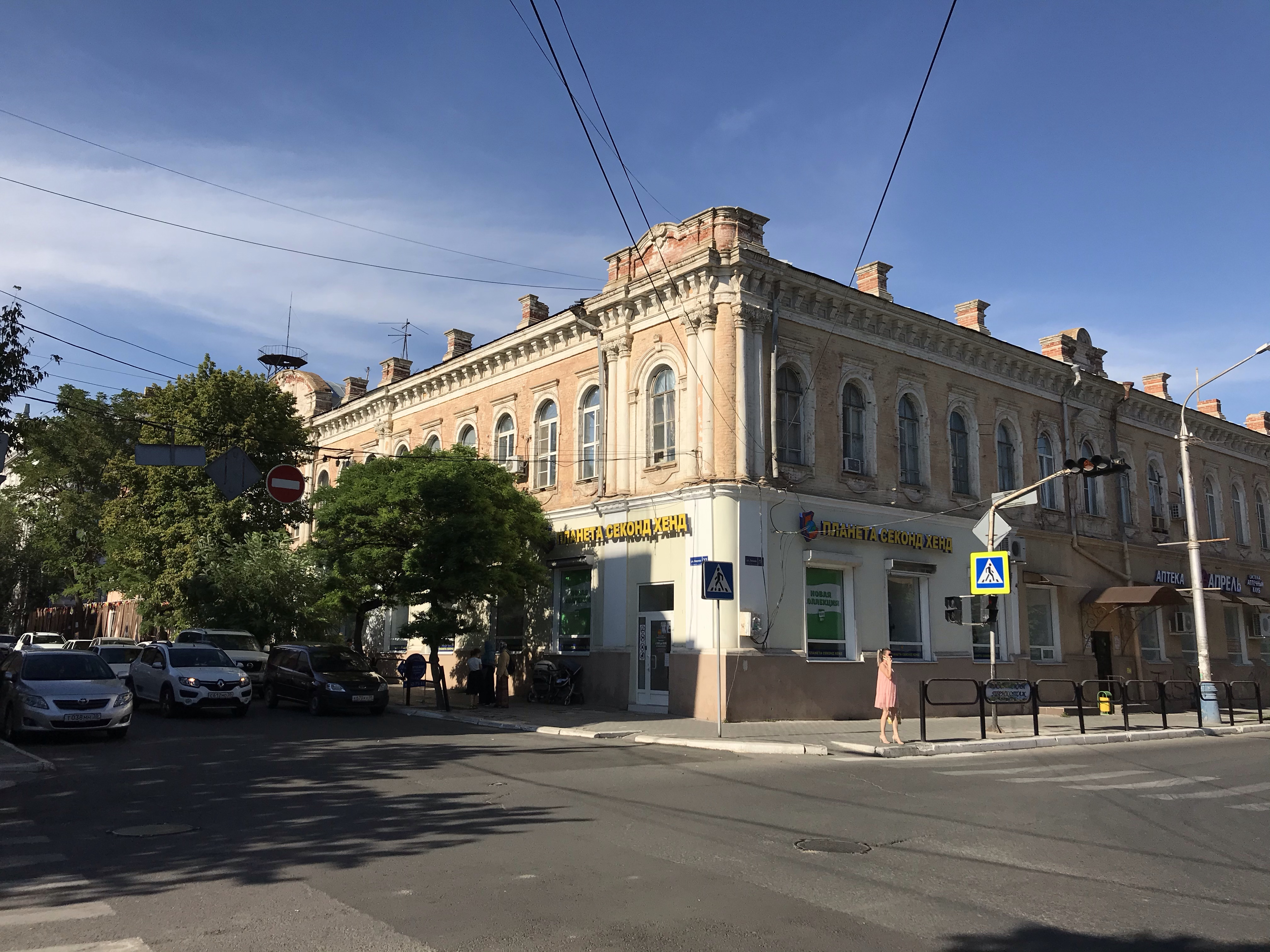
Угол улиц Кирова и Ленина
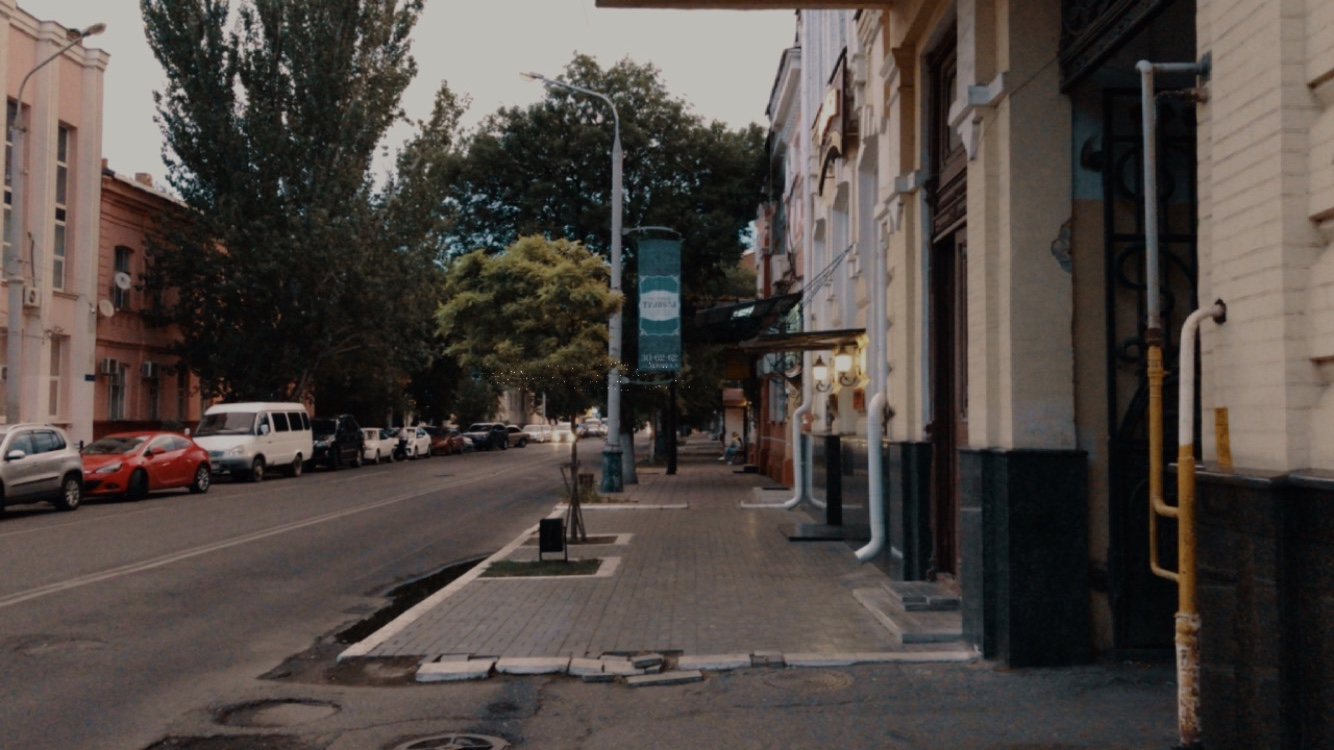
Вид улицы Ленина на восток
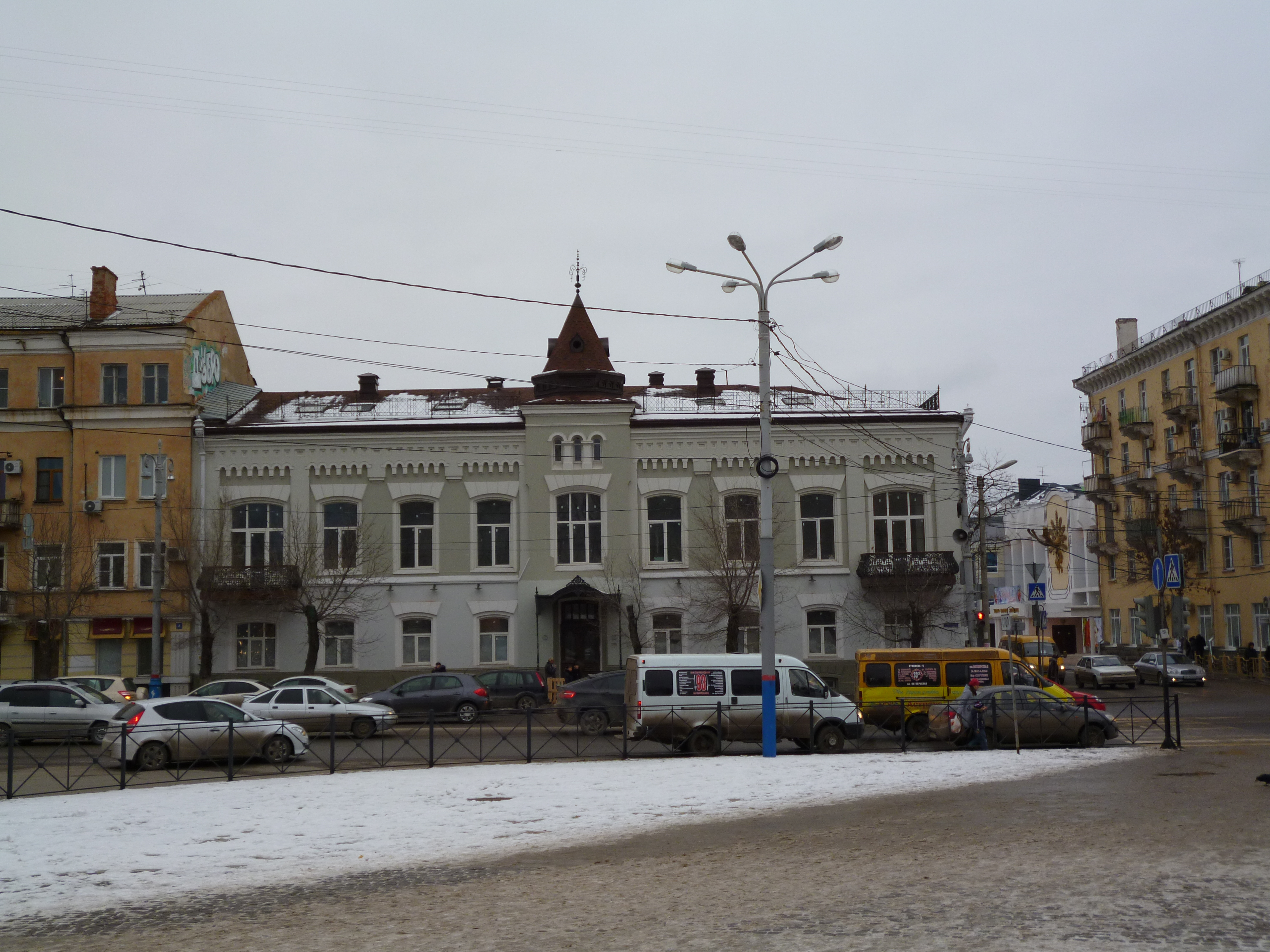
Угол улиц Ленина и Мусы Джалиля